# Mazapégul
Il Mazapégul è un folletto della mitologia italiana, appartenente alla tradizione folclorica della Romagna, in particolare dell'Appennino forlivese.

## Mitologia, superstizioni, credenze
Con questa introduzione, Umberto Foschi, nel 1975 ne “Il Romagnolo”, trattava del popolare folletto domestico e ancor prima di lui, Luciano De Nardis, nel 1927 sulle pagine della rivista La Piê, annotava che... nella nostra tradizione popolare raramente si menzionano gli Spiriti Folletti. I quali sono invece operosissimi nelle folande. Dalle folande sono passati alla vita quotidiana delle nostre genti, solo quando loro è stato consentito; quando appunto, raramente, la vita e la favola si sono potute insieme confondere...
Anselmo Calvetti (1924 - 2016), uno dei massimi studiosi del folclore e delle tradizioni della Romagna, identifica l'origine del folletto nelle tradizioni latine dei Lares, filtrate attraverso le esperienze mistico-stupefattive utilizzanti l'Amanita Muscaria delle popolazioni neolitiche.
Renato Cortesi, pur d'accordo con Calvetti, non ne esclude una precedente deriva totemica nella cultura umbra, sotto forma dell'adorazione del picchio, nonché un parallelo con il dio etrusco Tages. Cortesi identifica inoltre, in figure molto simili, degli antecedenti del Mazapégul in tutta l'area mediterranea.

## La tribù deiMazapégul
Quella dei Mazapegul è una piccola famigliola di folletti della notte, composta da diverse tribù quali i Mazapedar, i Mazapegul, i Mazapigur, i Calcarel, diffuse un po' in tutta la Romagna.

Il nome della famiglia in esame è documentato per la prima volta in un estratto di un contratto di vendita del 9 maggio 1487 nell'Archivio generale di Forlì (Prot. Gen. Vol. 47, Prot. Spec. I, Fasc. 199) 

Nel vocabolario romagnolo - italiano del Mattioli troviamo la seguente definizione 

## Un folletto che sembra un gatto, uno scimmiotto e un coniglietto
Luciano De Nardis ci fornisce una precisa descrizione: 

Un preciso e completo identikit della personalità del Mazapégul romagnolo ce lo fornisce Cino Pedrelli sul numero 3 de La Piè del 1976: 
Paolo Toschi ricordava di aver partecipato, da fanciullo, al carnevale di Faenza e di aver intonato il ritornello: 
 (Noi siamo quelli della berretta rossa). L'autore ha collegato ciò col folletto romagnolo, il mazapegul o mazapedar, la cui principale caratteristica è costituita dal berretto rosso e ne ha desunto che, nei vecchi carnevali di Romagna fossero esistite maschere raffiguranti i folletti.

## Identikit delMazapégul
Il mazapédar (o mazapégul) è dunque un personaggio fantastico che nel folklore romagnolo sta tra il folletto e l'incubus.
Si tratta di un esserino molto piccolo, ibrido tra il gatto e lo scimmiotto, di pelame grigio, con un berrettino rosso sul capo. Trattandosi di uno dei tanti Incubi è un vero maestro nel provocare peso al ventre e orribili sogni.
Altre leggende tramandate oralmente considerano il mazapégul come un folletto antropomorfo.

Le donne possono liberarsi dell'incomodo facendosi vedere la sera mentre mangiano un pezzo di pane fingendo nel contempo di spidocchiarsi. Il Mazapegol si offende talmente che non si fa più vedere, ma non tanto per l'oltraggio subìto, quanto perché ritiene la sua protetta una persona assai poco pulita. Similmente si può mangiare pane e formaggio, e nel contempo, fare i propri bisogni. La notte seguente il Mazapegol appare alla giovane irritato e scandalizzato e le dice: 
 (brutta troia, vacca, mangi e pisci e fai la cacca). E detto fatto s'invola per non farsi vedere mai più.

Entra di notte nelle stanze leggero come il vento, gira da un mobile a quell'altro e ti finisce nel letto e lì si pone a giacere sopra il ventre delizioso di una bella ragazza della quale ha la passione perché si innamora degli occhi e dei capelli e sospira: 
 (che occhi belli! che capelli belli!) e se la donna gli è affettuosamente sottomessa le fa la calza e stacca il fiore e le rassetta le stanze ma se la donna l'ha deriso, o peggio ha preferito a lui il moroso o il marito la scote con mala grazia, la batte, la morde, la graffia, le strizza le carni, la spettina oppure le aggroviglia i lavori, le nasconde gli oggetti più disparati, le tagliuzza le vesti.

Egli entrando nella casa lascia sul pozzo di corte il berretto: allora basta che qualcuno si affretti al pozzo e ghermito il berrettuccio di lana rosso lo getti nell'acqua profonda onde esser salvi dalle sue passionate insistenze e accosciato sul pozzo lamenterà implorevole per lunghe notti la virtù sfatata e si lamenterà: 
 (dammi indietro il mio berettino...) perché privo del berretto, lo spiritello perde i suoi singolari talenti. Vi si racconta d'una ragazza amata, che gli aveva tolto il berrettuccio e non glielo voleva più rendere, lo spiritello la minacciò di un dispetto grosso e una sera che la ragazza andò al ballo si trovò d'improvviso nuda nata.
Probabilmente lo studio più approfondito su questa figura è stata condotta dallo studioso di tradizioni popolari Renato Cortesi, che nel suo lavoro Il Mazapégul. Il tutore della tradizione romagnola, ne traccia un'analisi identificandone soprattutto la funzione "tutoriale" (distinta da quella "tutelare"). In questo lavoro Cortesi considera il mazapégul un anello intermedio tra le antiche divinità tutoriali (tra cui principalmente quelle latine e italiche, ma anche altre, come il dio Bes egizio) e figure più moderne, nelle quali la tutorialità non viene più espressa mediante paradigmi religiosi o epifanici, ma esplicitata dall'esempio proposto al gruppo sociale, come nel caso delle figure della commedia dell'arte o dei giullari.

## Per difendersi dalMazapégul
Fra i vari sistemi che la tradizione prevedeva per difendersene e per allontanarlo, c'era la celebrazione di un particolare rito. Chi era perseguitato dal mazapédar doveva procurarsi sette braccia (il sette, come il tre, è un numero «magico») di corda da piadura, cioè di quella usata per l'«appaiatura» dei bovini aggiogati; in cima alla corda andava fatto un ciapet, cioè un cappio. Doveva essere tenuta all'aperto per tre giorni e tre notti, poi legata ai piedi del letto. Chi voleva liberarsi del mazapédar, doveva poi salire scalzo sulla corda recitando la seguente formula rituale:

(Corda di canapa fatta da nove mannelli, / con un nodo (un'accappiatura) e con le estremità a spigolo; / corda per impastoiare il cavallo del re / col pelo nero e balzano da tre; / per incappiare il caprone dall'anima dannata / che ha la rogna e la schiena pelata; / per incapestrare la bestia bovina, / per andare nella valle a fare tre covoni di carice (pavira); / corda di canapa per le campane a morto, / corda al collo della spia stretta forte; / corda di canapa per impiccare il ladro, / buona per impiccare il mazapédar.)

Per difendersi dal Mazapegul si possono porre, accanto ai letti, mazze, bastoni corde laccioli dei busti delle donne o mettere sotto il letto forcali. Oppure stendere un sacco sulle coltri del letto, il Mazapegul, infatti, resta lontano per timore di esservi rinchiuso.

Il Mazapegul ha anche una grande avversione per l'acqua. Se una ragazza vuole essere definitivamente liberata dal folletto basta che mangi del pane durante la defecazione. In questo caso il Mazapegul appare un'ultima volta la notte seguente, sdegnato dalla scena, lanciando alla persona in questione le seguenti parole: 
 e non fa più ritorno.

Esiste anche un metodo meno drastico che consiste nel tenersi a cavalcioni d'una finestra mangiando cacio e pane. Resta però da domandarsi se il Mazapégul sia solo frutto di antica fantasia popolare o esista veramente.
Un altro metodo ancora è quello di spargere una manciata di chicchi di riso sul davanzale, il Mazapegul si mette a contarli uno per uno, fino a quando non sorge il sole e scappa.

## Esistenza delMazapégul
Un forlivese di mezza età, curioso di saperne di più sull'esistenza del Mazapegul, un giorno ha posto una precisa domanda alla sua anziana madre: Mamma hai mai visto e' Mazapégul ?
La risposta in lingua romagnola della madre: - Ma sa dit ? e' Mazapegul un's pò miga avdé, ... mo chi l'ha mai vest'? ... u'm cunteva è mi bà cl'aveva sintù dì che qui chi l'aveva vest l'aveva la forma d'un cunijin».
(Ma cosa dici, il Mazapegul non si può vedere, ...  ma chi l'ha mai visto? .... mi raccontava il mio babbo che aveva sentito dire che chi l'aveva visto aveva la forma di un coniglietto).

La risposta dell'anziana madre conferma che «e' Mazapeégul» esiste ma, mentre i più dichiarano che altri prima di loro in tempi lontani lo hanno visto "realmente", solo pochi vantano "l'incontro ravvicinato" come nel caso di un conoscente del padre che una notte si svegliò e vide "e' Mazapègul ritto sulla spalliera del letto".